# Cupido astraptes
Cupido astraptes är en fjärilsart som beskrevs av Felder 1860. Cupido astraptes ingår i släktet Cupido och familjen juvelvingar. Inga underarter finns listade i Catalogue of Life.